# Edward Gierek
Edward Gierek (n. 6 ianuarie 1913, Porąbka – d. 29 iulie 2001, Cieszyn) a fost un politician comunist polonez. 

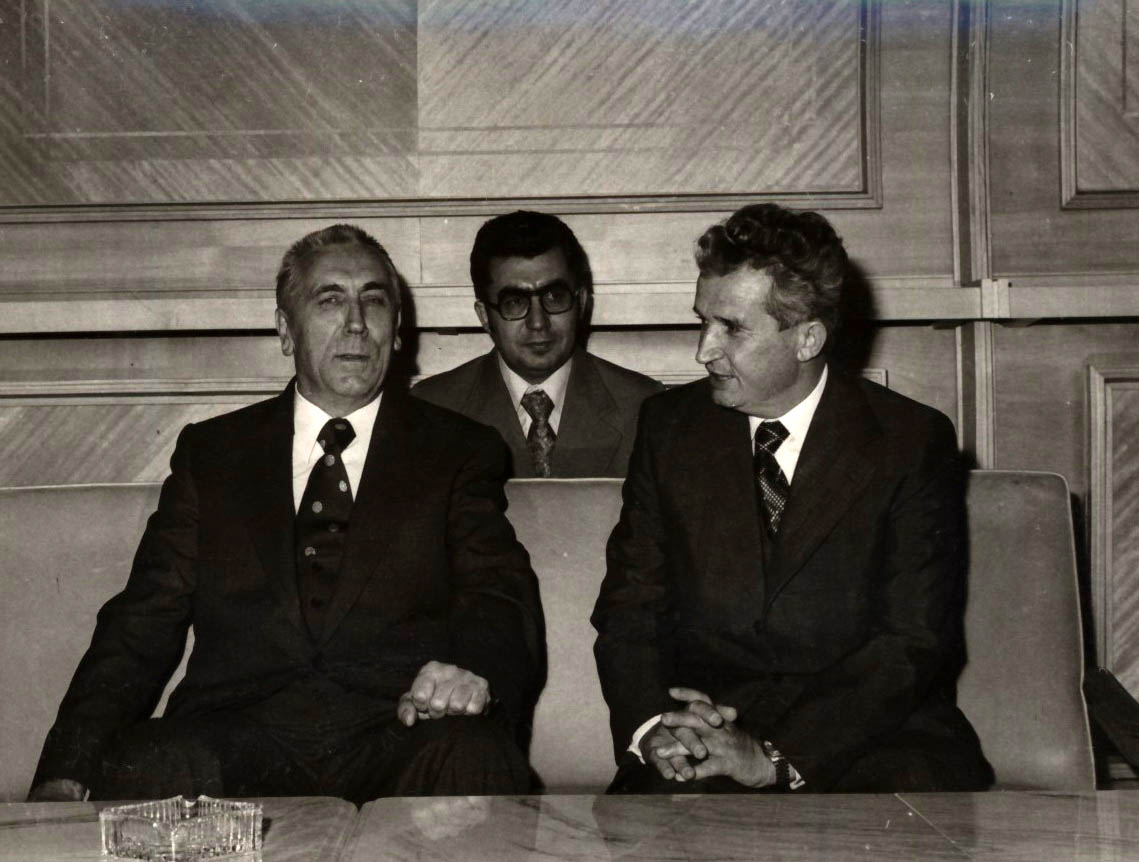
E.Gierek și N.Ceaușescu, 1976

## Biografie
Gierek s-a născut în Porąbka. În 1917, la vârsta de 4 ani, tatăl său a murit în urma unui accident la mină. Mama sa s-a recăsătorit și a emigrat în nord-estul Franței, unde el a crescut. În 1931 s-a alăturat Partidului Comunist Francez (Parti Communiste Français), iar mai târziu a fost deportat în Polonia, pentru că organizase o grevă. După ce și-a satisfăcut serviciul militar în Stryj, a emigrat în Belgia, unde s-a alăturat Partidului Comunist Belgian (Parti Communiste Belge, Belgische Communistische Partij). În paralel, a muncit ca miner la minele de cărbuni Waterschei. În perioada celui de-Al Doilea Război Mondial, a rămas activist al Partidului Comunist Belgian. 
În 1948, s-a întors în Polonia, a devenit membru al Partidului Muncitoresc Unit Polonez (Polska Zjednoczona Partia Robotnicza) și, treptat, a avansat în ranguri. În perioada 1957-1970 a fost prim-secretar al voievodatului Katowice.
În 1970, datorită nivelului scăzut de trai din Polonia, Gierek a fost numit secretar general al PZPR, înlocuindu-l pe Władysław Gomułka în această funcție. Pentru început, Gierek a promis măsuri pentru reformarea economiei, pentru creșterea nivelului de trai, pentru modernizarea industriei și pentru disponibilitatea mai largă a bunurilor de larg consum. Relațiile sale foarte bune cu lideri occidentali precum Valéry Giscard d'Estaing (Franța), Helmut Schmidt (Germania de Vest), Giovanni Leone (Italia) sau Jimmy Carter (S.U.A.) au atras ajutor străin în Polonia, credite și chiar investiții (cea mai renumită fiind uzinele FIAT de la Varșovia). 

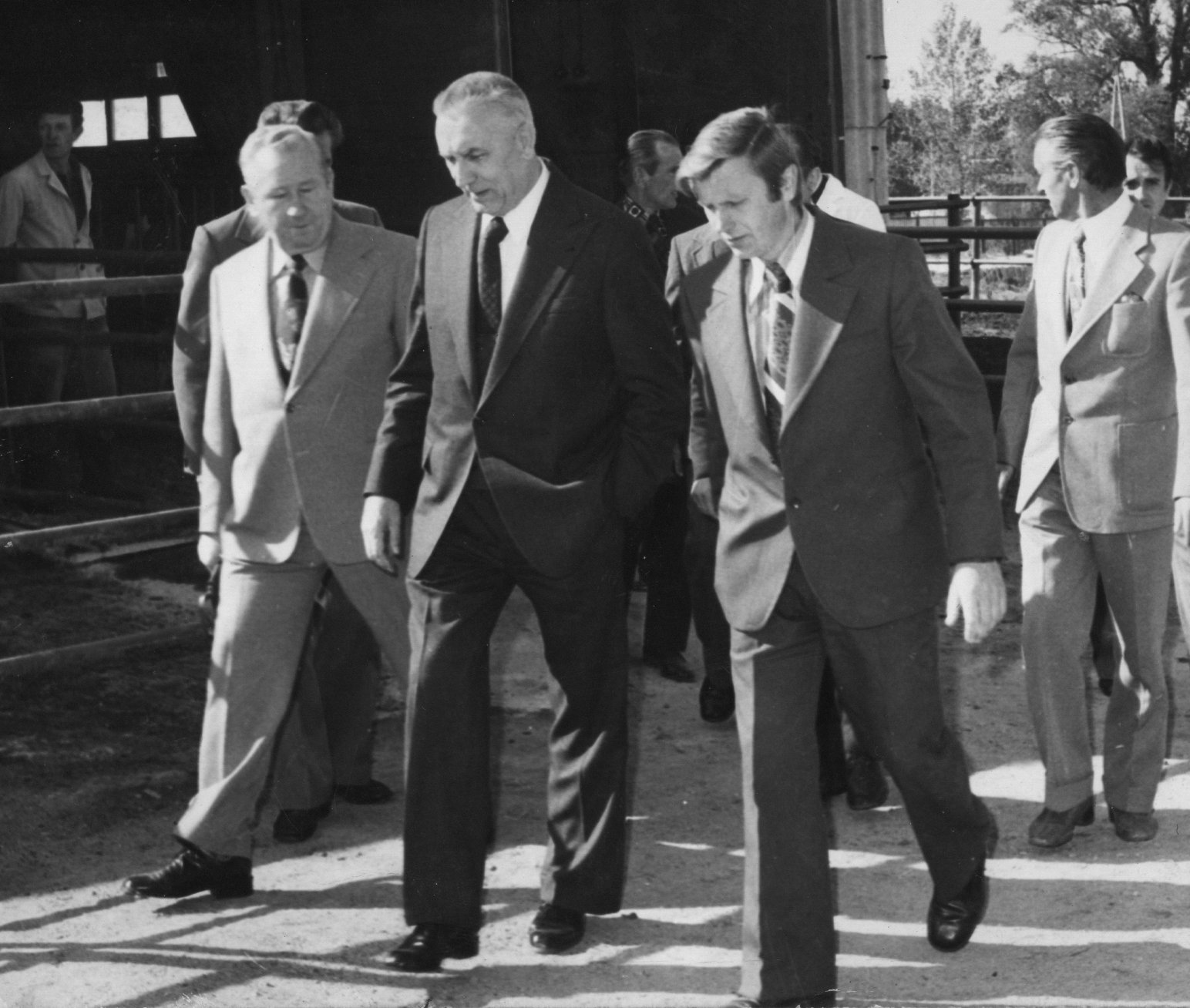
Gierek la uzina din Rząśnik

Pe fondul crizei petrolului, începută în 1973, prețurile alimentelor necesită mărire în 1976. În luna iunie a acestui an, au loc proteste, care sunt înăbușite în sânge de Miliție, dar care totuși stopează creșterea prețurilor. Datoria externă, lipsa alimentelor și a bunurilor de larg consum, precum și tehnologia industrială învechită necesită o nouă reformă economică. Încă o dată, au loc proteste, în special la șantierele navale din Gdańsk și Szczecin. Gierek este obligat să acorde statut legal sindicatului Solidaritatea (Solidarność).
În 1980, bolnav fiind, cedează funcția de secretar general lui Stanisław Kania. Un an mai târziu, în decembrie, secretarul general Wojciech Jaruzelski proclamă legea marțială, drept urmare Gierek este condamnat la închisoare, unde va sta timp de un an. 
În 2001, la vârsta de 88 ani, a decedat după o lungă suferință. 

## Viața privată
Edward Gierek a fost căsătorit cu Stanisława, născută Jędrusik. Împreună au avut trei fii: Adam (n. 1938), Zygmunt (n. 1940-d. 1940-?) și Jerzy (n. 1942). Unul dintre aceștia, Adam Gierek, este membru al Parlamentului European. 
În 1990, două cărți bazate pe interviuri luate de Janusz Rolicki lui Gierek au apărut în Polonia și au devenit best-seller-uri. 

## Posteritatea
În prezent, Polonia este împărțită în două tabere: una care a susținut regimul Gierek și care crede că măsurile de austeritate pe care le-a luat au ajutat țara să nu fie declarată în incapacitate de plată și una care crede că aceste măsuri nu au fost binevenite și care acuză regimul de aceasta.